# Fire Water Burn
Fire Water Burn – pierwszy singel z płyty One Fierce Beer Coaster autorstwa zespołu Bloodhound Gang wydany w roku 1996. Teledysk wydany do tego utworu wywołał spore kontrowersje w USA. Singel zawiera kilka miksów piosenki i oficjalne, nieco ocenzurowane wideo.
Kompozytorami piosenki są Jerry Bloodrock, Celite Evans, Richard Fowler, Franks, James, Charles Pettiford i Gregory Wigfall.

## Aluzje
Utwór Fire Water Burn zawiera wiele aluzji odnoszących się do kultury masowej:
- Han Solo – postać z Gwiezdnych wojen. W jego rolę wcielił się Harrison Ford.
- Barry White – muzyk i producent muzyczny.
- Frank Black – muzyk, lider zespołu Pixies.
  - W tekście utworu znalazło się nawiązanie do piosenki zespołu Pixies – Monkey Gone to Heaven. Słowa „so if man is five/ then the devil is six/ then god is seven/ this monkey's gone to heaven” zostały zmienione na „if man is five and the devil is six then that must make me seven/ this honky's gone to heaven”.
- John F. Kennedy – były prezydent Stanów Zjednoczonych.
- Marvin Gaye – muzyk.
- Martha Raye – aktorka i muzyk.
- Lawrence Welk – muzyk i impresario.
- Kojak – postać z popularnego serialu telewizyjnego, w której rolę wcielił się Telly Savalas.
- Kurt Cobain – gitarzysta i wokalista zespołu Nirvana.
- Mark Twain – pisarz, satyryk.
- Stewie Griffin – postać z serialu Family Guy (dokładnie chodzi o odcinek 15 sezonu 2) można tam znaleźć odniesienie do fragmentu tekstu „... I'm root of all that evil but you can call me cookie”.
- Jimi Hendrix – muzyk.
- Emmanuel Lewis – sławny aktor z lat 80 XX wieku. Grał Webstera w serialu telewizyjnym pod tym samym tytułem.